# Tabernaemontana sananho
Tabernaemontana sananho là một loài thực vật có hoa trong họ La bố ma. Loài này được Ruiz & Pav. miêu tả khoa học đầu tiên năm 1799.